# Distrikt Colca (Huancayo)
Der Distrikt Colca liegt in der Provinz Huancayo in der Region Junín in Zentral-Peru. Der Distrikt wurde am 2. Januar 1857 gegründet. Er besitzt eine Fläche von 111 km². Beim Zensus 2017 wurden 1071 Einwohner gezählt. Im Jahr 1993 lag die Einwohnerzahl bei 1993, im Jahr 2007 bei 1994. Sitz der Distriktverwaltung ist die 3516 m hoch gelegene Ortschaft Colca mit 669 Einwohnern (Stand 2017). Colca befindet sich 28 km südlich der Provinz- und Regionshauptstadt Huancayo.

## Geographische Lage
Der Distrikt Colca befindet sich im Andenhochland im zentralen Süden der Provinz Huancayo. Der Río Mantaro fließt entlang der nordöstlichen Distriktgrenze in Richtung Südsüdost. Im Südwesten und im Süden begrenzen die Flüsse Río Canipaco und Río Vilca den Distrikt.
Der Distrikt Colca grenzt im Süden und im Südwesten an die Distrikte Moya und Huayllahuara (beide in der Provinz Huancavelica), im Westen an die Distrikte Carhuacallanga, Chacapampa und Chicche, im Norden an die Distrikte Chongos Bajo (Provinz Chupaca) und Chupuro, im Nordosten an den Distrikt Cullhuas sowie im Osten an den Distrikt Ñahuimpuquio (Provinz Tayacaja).

## Ortschaften
Im Distrikt gibt es neben dem Hauptort folgende größere Ortschaften:
- Chacas Ucto
- Lapa